# Givatayim
Givatayim (גבעתיים) est une ville de la banlieue est de Tel Aviv, située entre Tel Aviv et Ramat Gan.
Givatayim veut dire Deux Collines en hébreu.
Elle fait partie de l'aire urbaine de Tel Aviv, le Gush Dan (littéralement en français le bloc de Dan).

## Histoire
Cette municipalité est le fruit de l'union, en 1942, de plusieurs implantations dont la plus ancienne date de 1922.
Givatayim a été fondé par un groupe de vingt-deux pionniers de la Seconde Aliyah, le 2 avril 1922, menée par David Schneiderman. Ils achetèrent une terre de 300 dunams (185 hectares) dans les faubourgs de Tel Aviv, qui devint le quartier Borochov, le premier quartier de travailleurs du pays. Son nom fait allusion à Ber Borochov, fondateur du parti Poale Zion (Travailleurs de Sion).
Plus tard, quelque soixante-dix autres familles rejoignent le groupe, recevant des terres plus petites. La terre fut achetée avec leurs propres économies, mais fut transférée volontairement au Fonds national juif qui s'occupait des implantations juives de l'époque, tout en gardant les idéaux des pionniers socialistes.
Le temps passant, d'autres quartiers se développèrent : Sheinkin (1936), Givat Rambam (1933), Kiryat Yossef (1934) et Arlozorov (1936). Tous ces quartiers furent rassemblés pour former un conseil local en août 1942. La ville s'est aussi installée sur les terres de l'ancien village palestinien d'Al-Khayriyya en avril 1948.
Givatayim fut proclamée en tant que ville en 1959. 

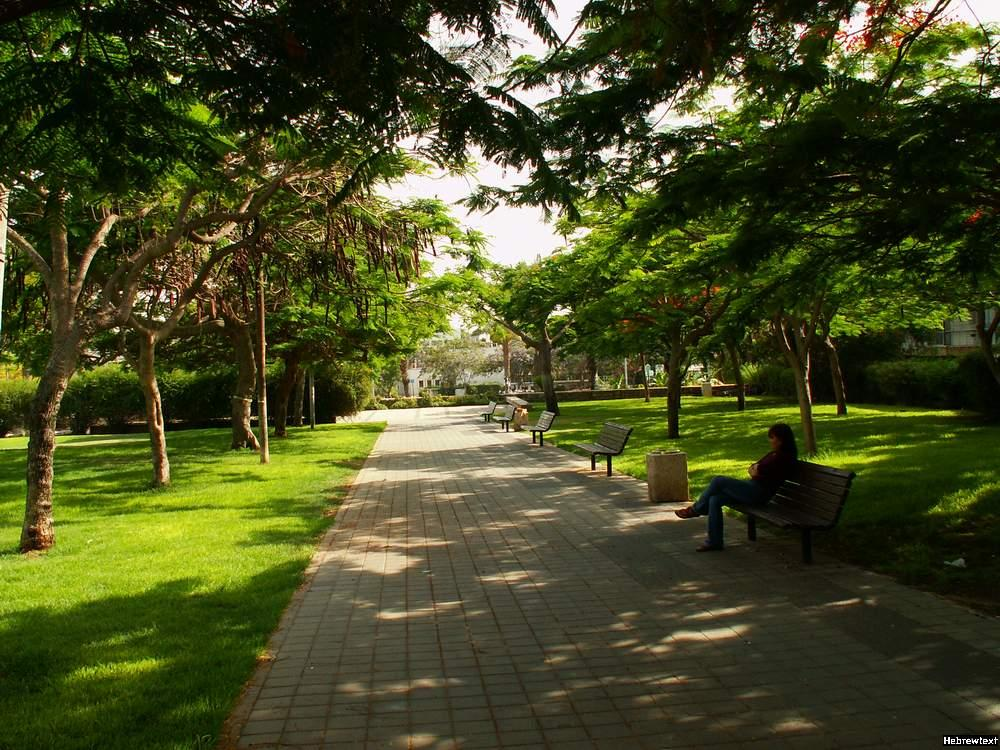
Jardin public.

## Géographie
Givatayim est située à l'est de Tel Aviv et est mitoyenne au nord et à l'est de Ramat Gan.

## Éducation
La ville possède neuf jardins d'enfants et quatorze établissements scolaires (neuf écoles primaires, et cinq collèges et lycées). Givatayim est la ville qui a le taux le plus fort de réussite au baccalauréat israélien.

## Maires

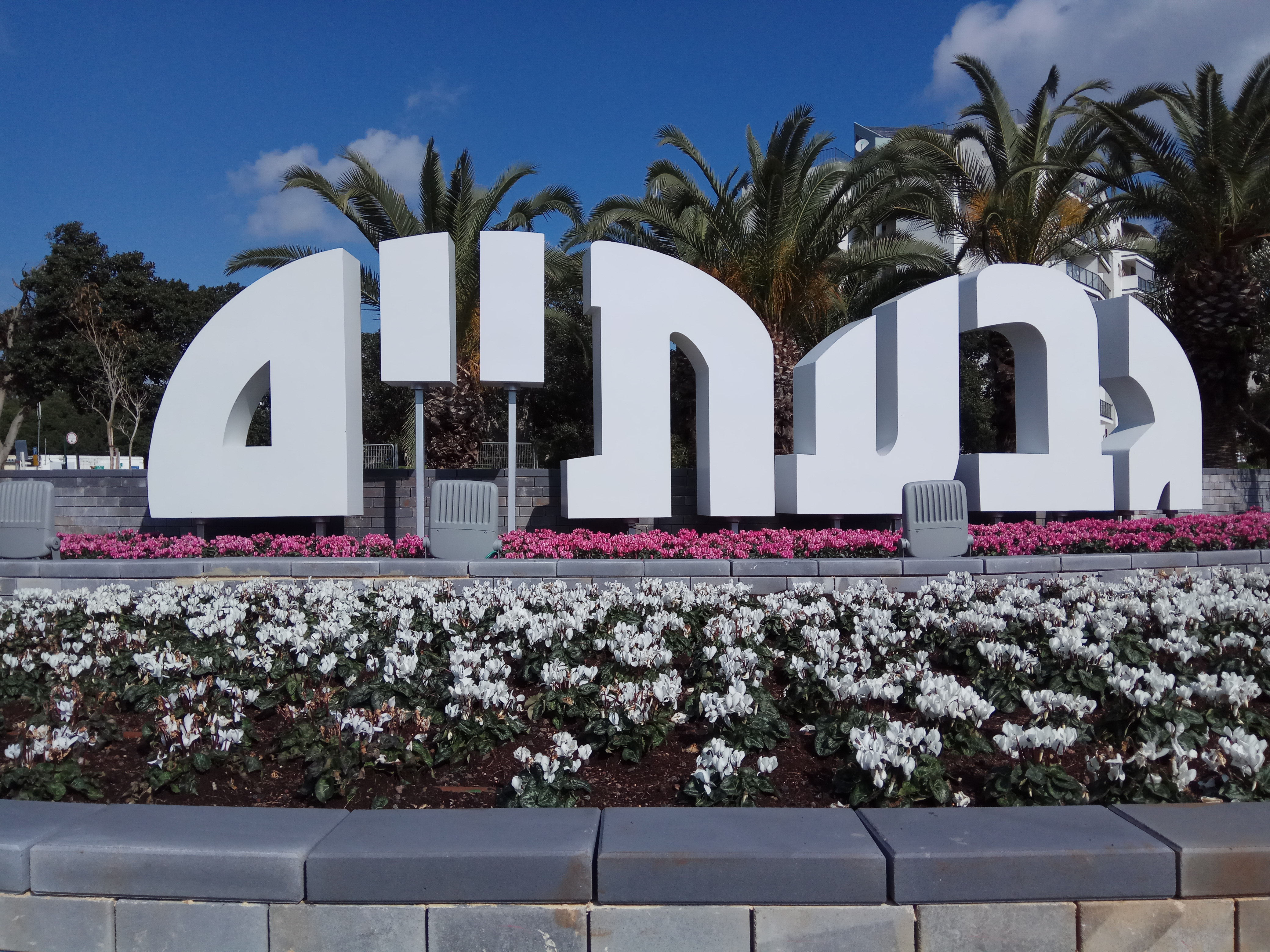
A l'entrée de Givatayim

| Début           | Fin             | Maire              | Parti | Parti              |
| --------------- | --------------- | ------------------ | ----- | ------------------ |
| 1941            | 1965            | Shimon Ben-Zvi     |       | Parti travailliste |
| 1965            | 1978            | Kuba Kraizman      |       | Parti travailliste |
| 1978            | 1993            | Yizhak Yaron       |       | Parti travailliste |
| 1993            | 9 novembre 2006 | Ephraïm Schtenzler |       | Parti travailliste |
| 9 novembre 2006 | 16 janvier 2007 | Iris Avram         |       | Parti travailliste |
| 16 janvier 2007 | 2013            | Reuven Ben-Shahar  |       | Kadima             |
| 2013            | -               | Ran Kunik (en)     |       | Sans étiquette     |

## Galerie

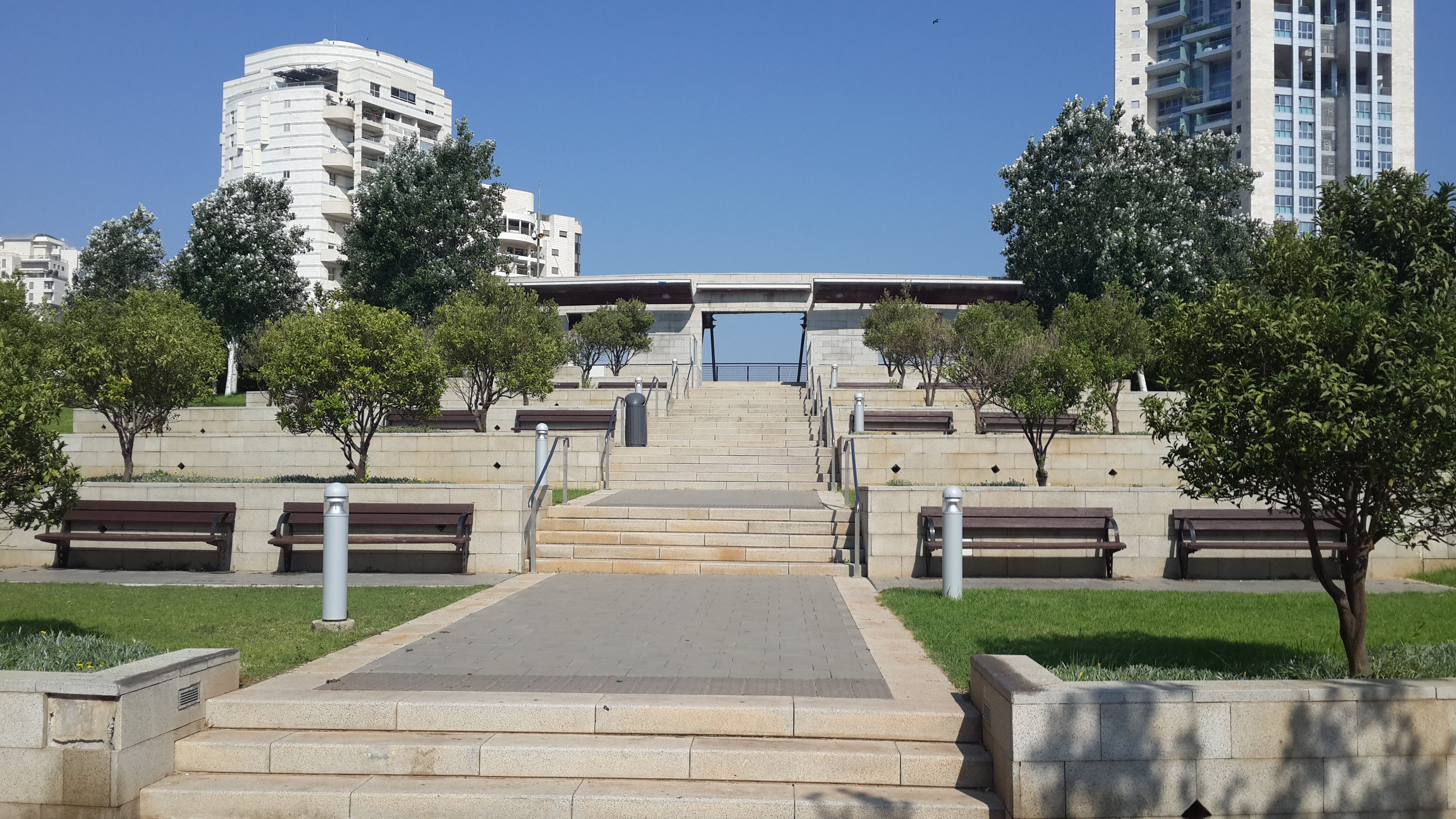
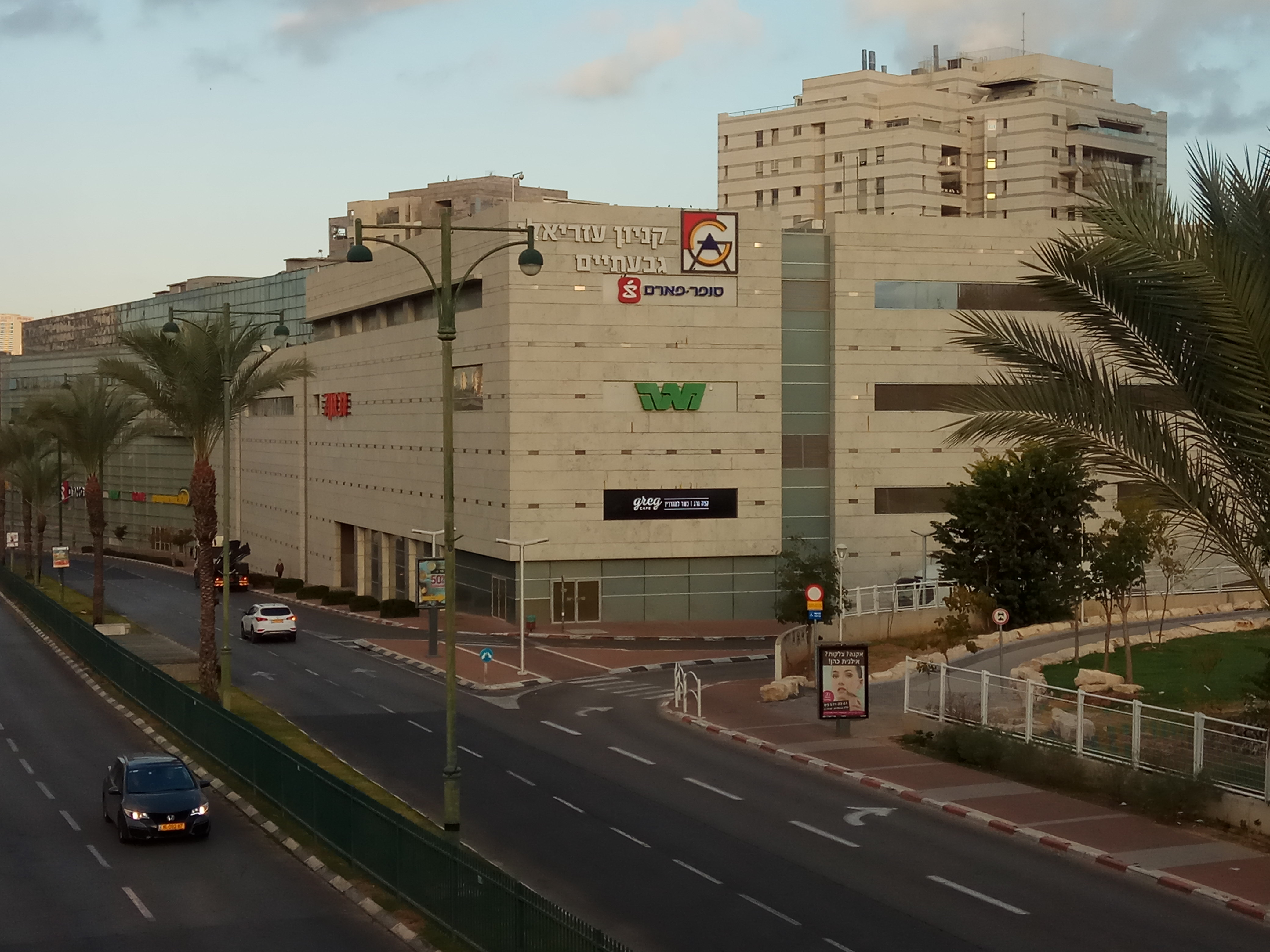
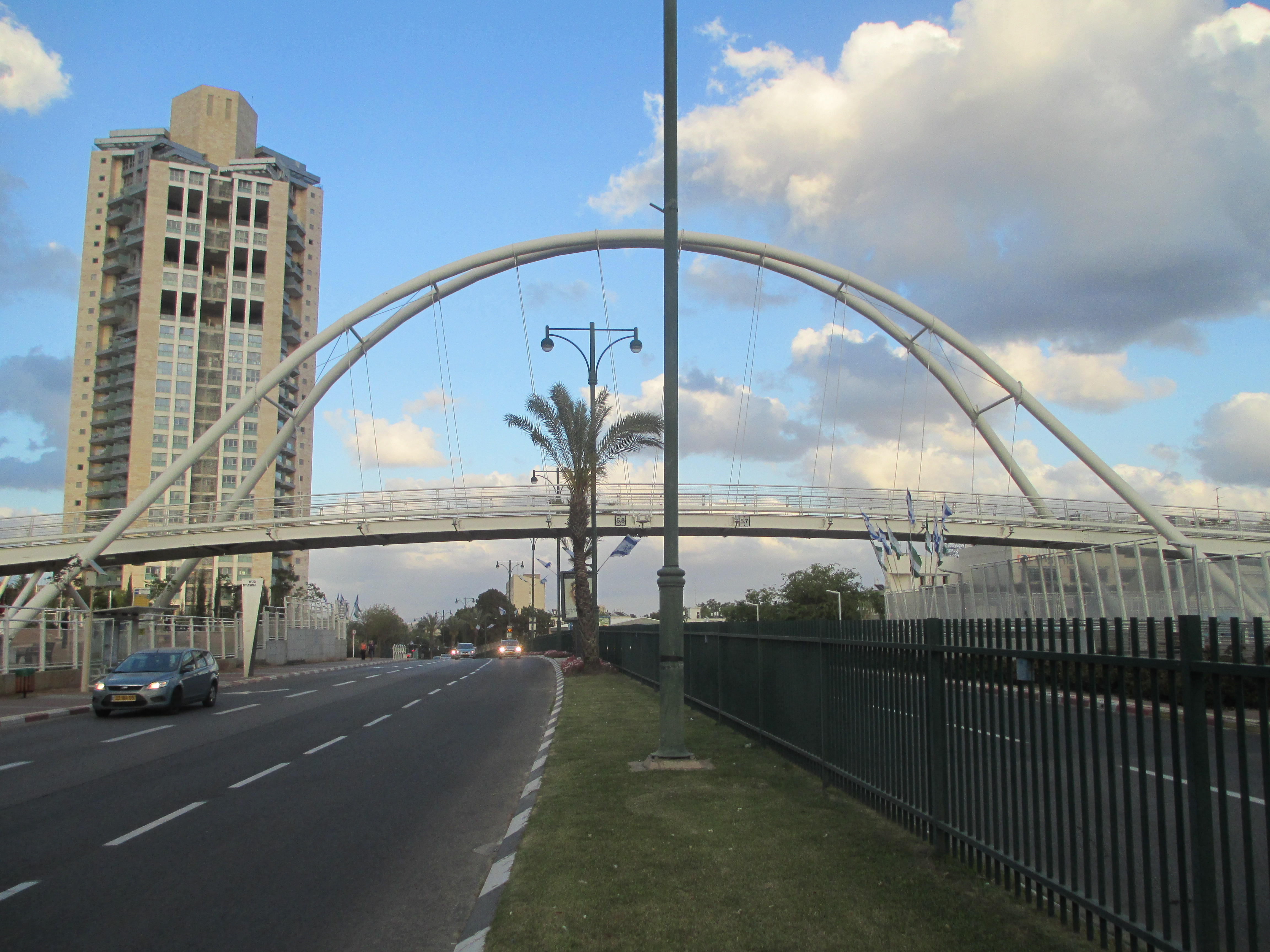
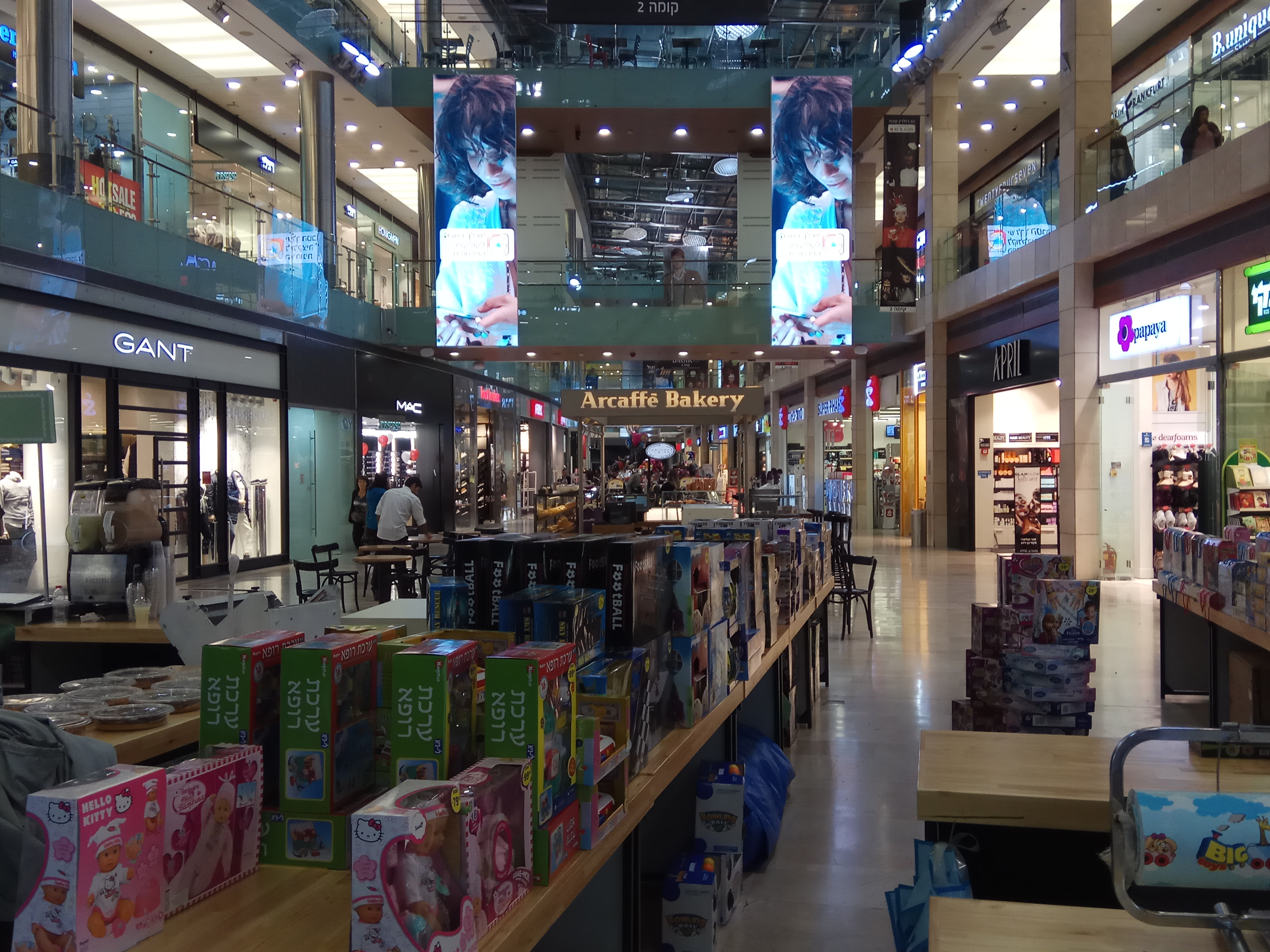
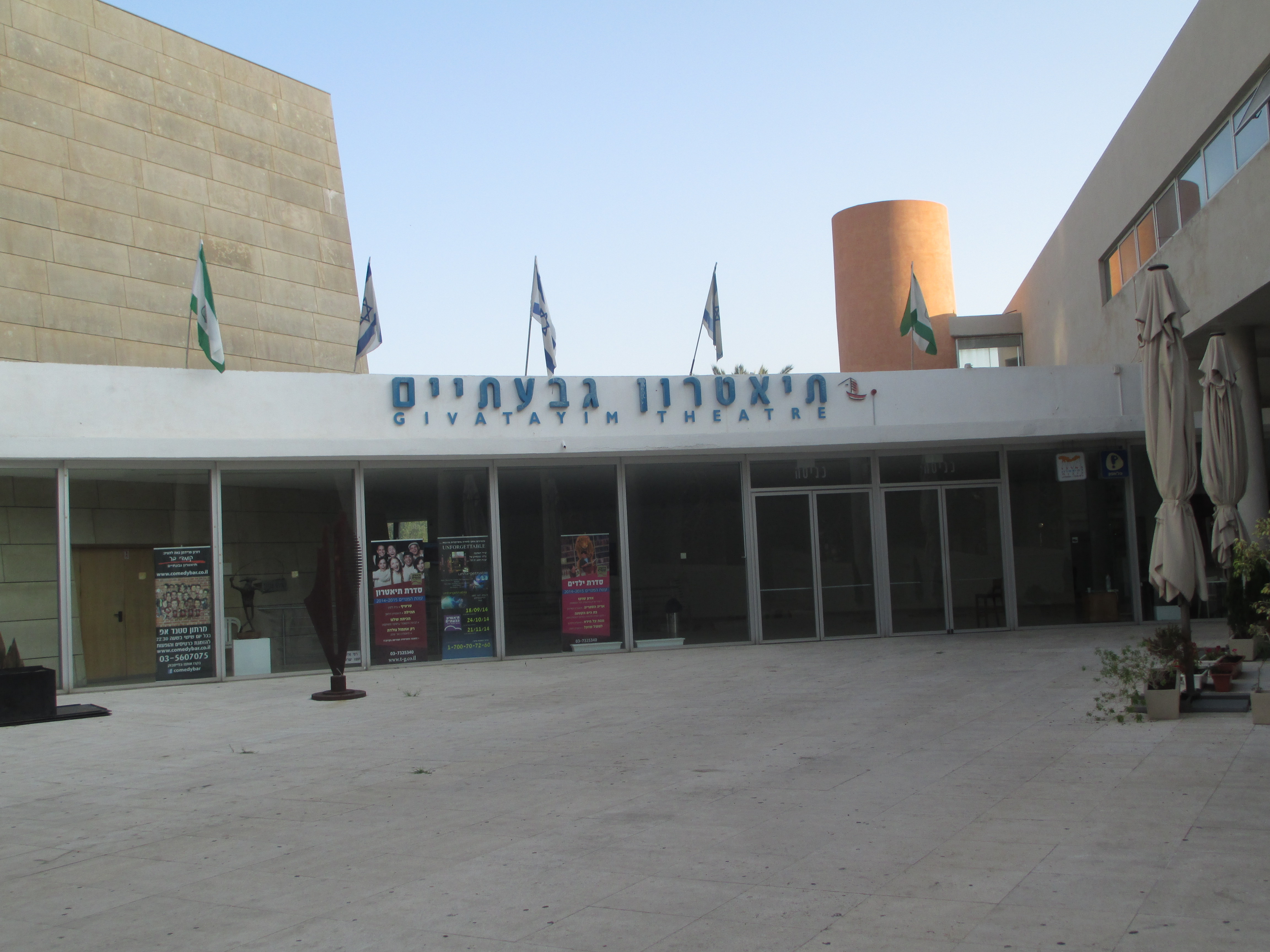
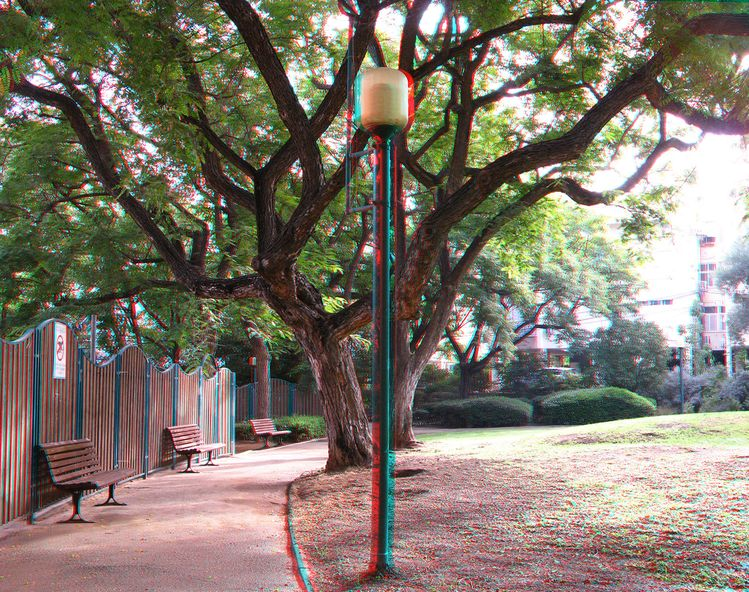
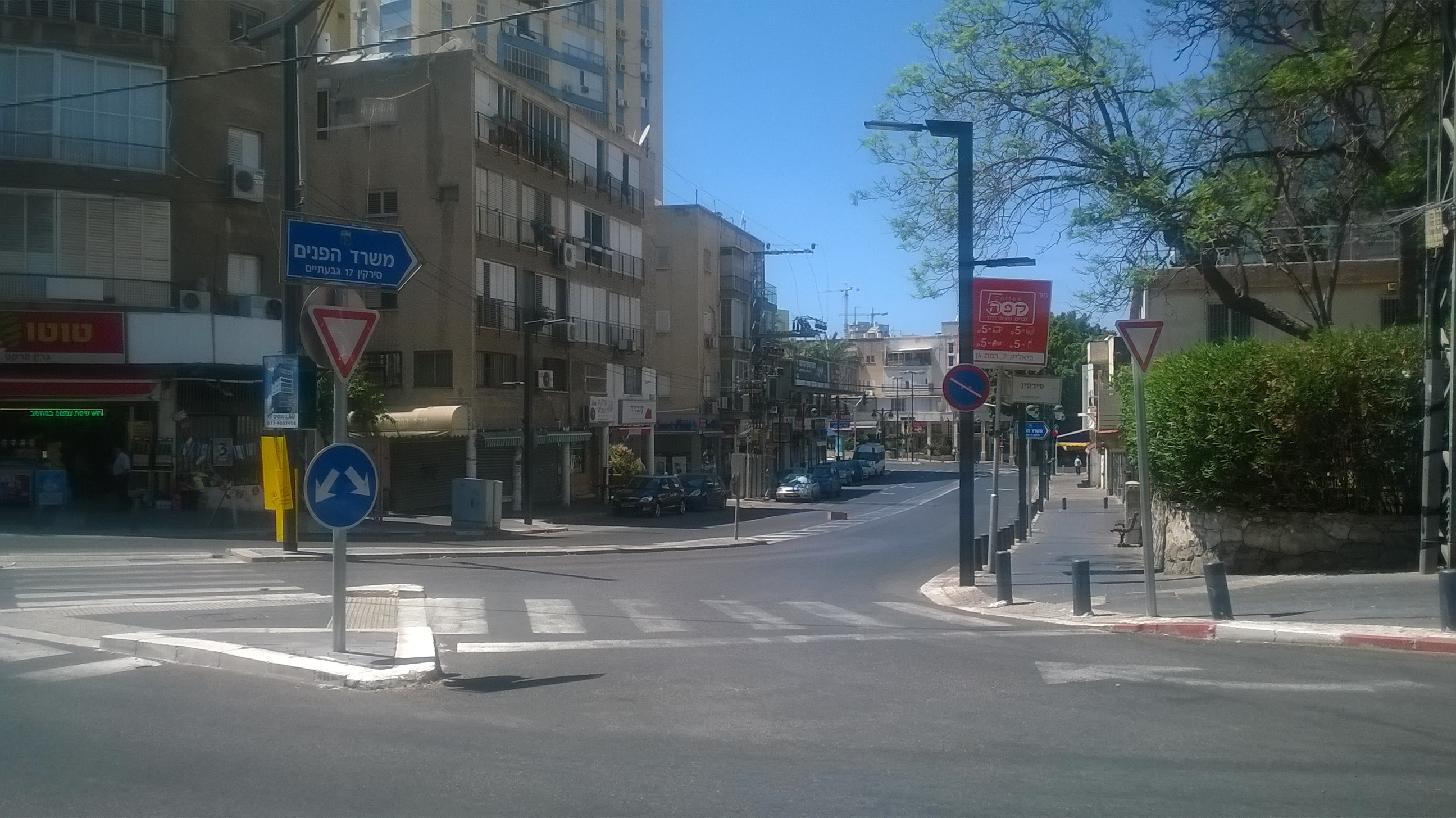
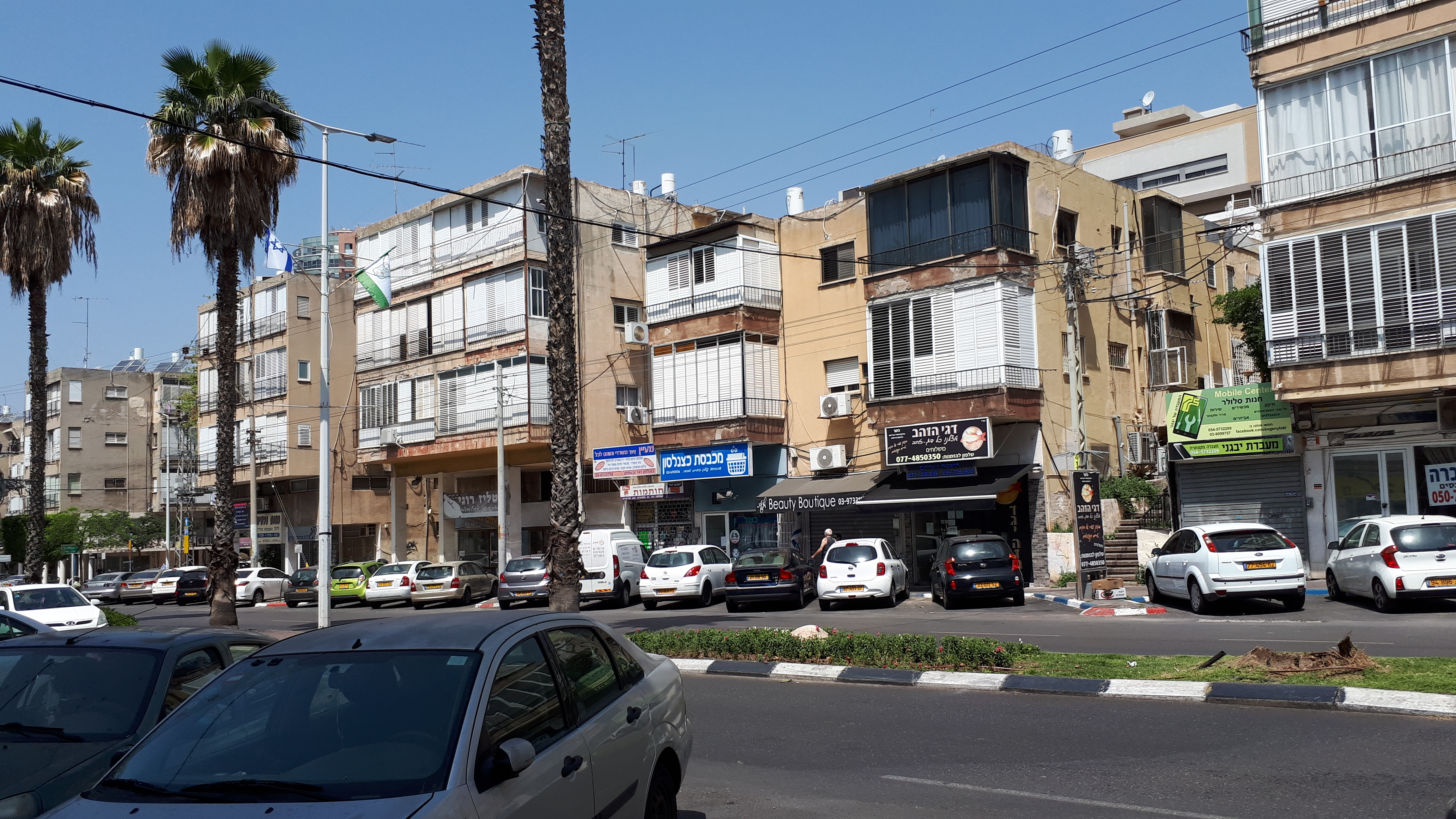
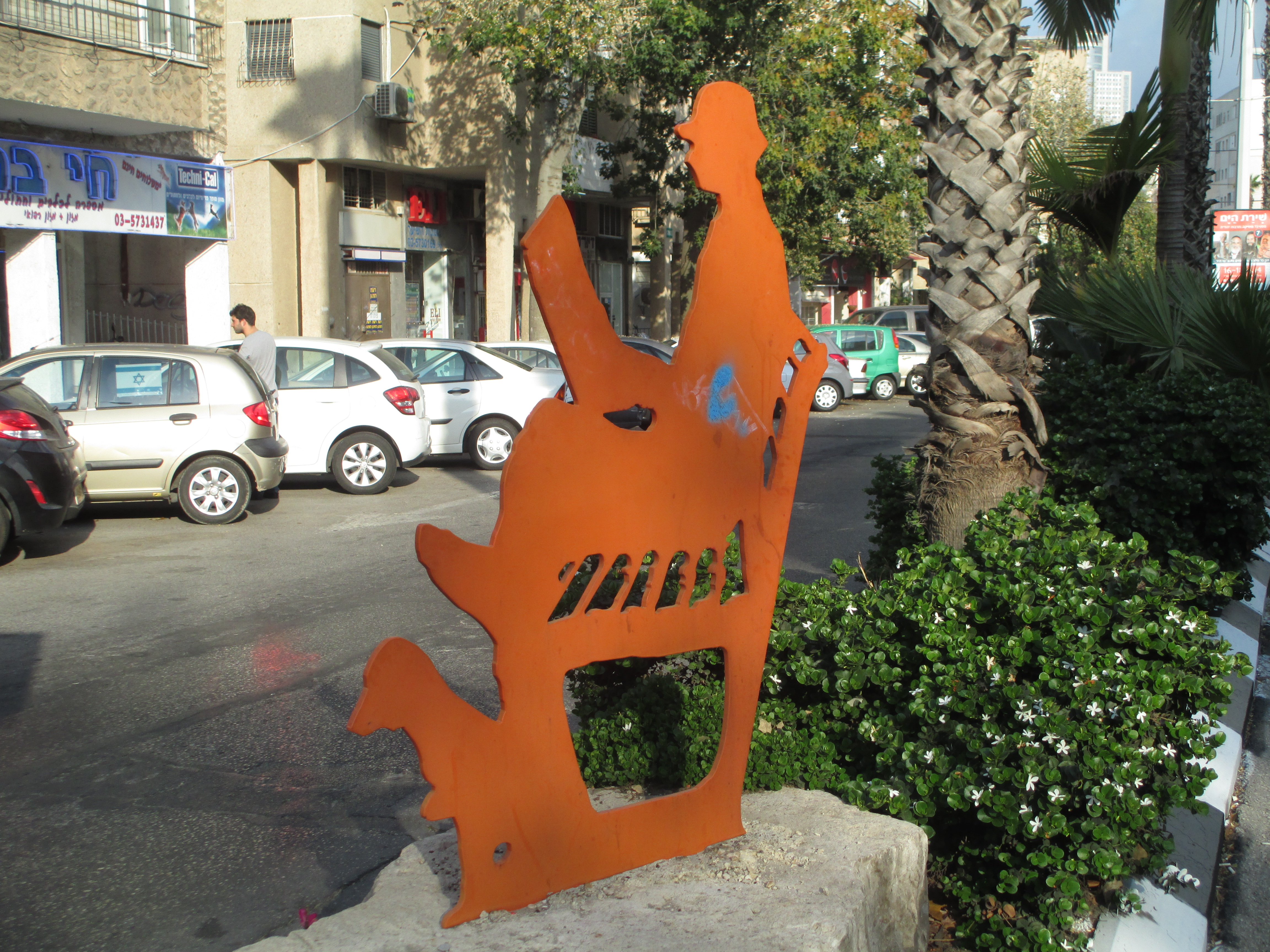

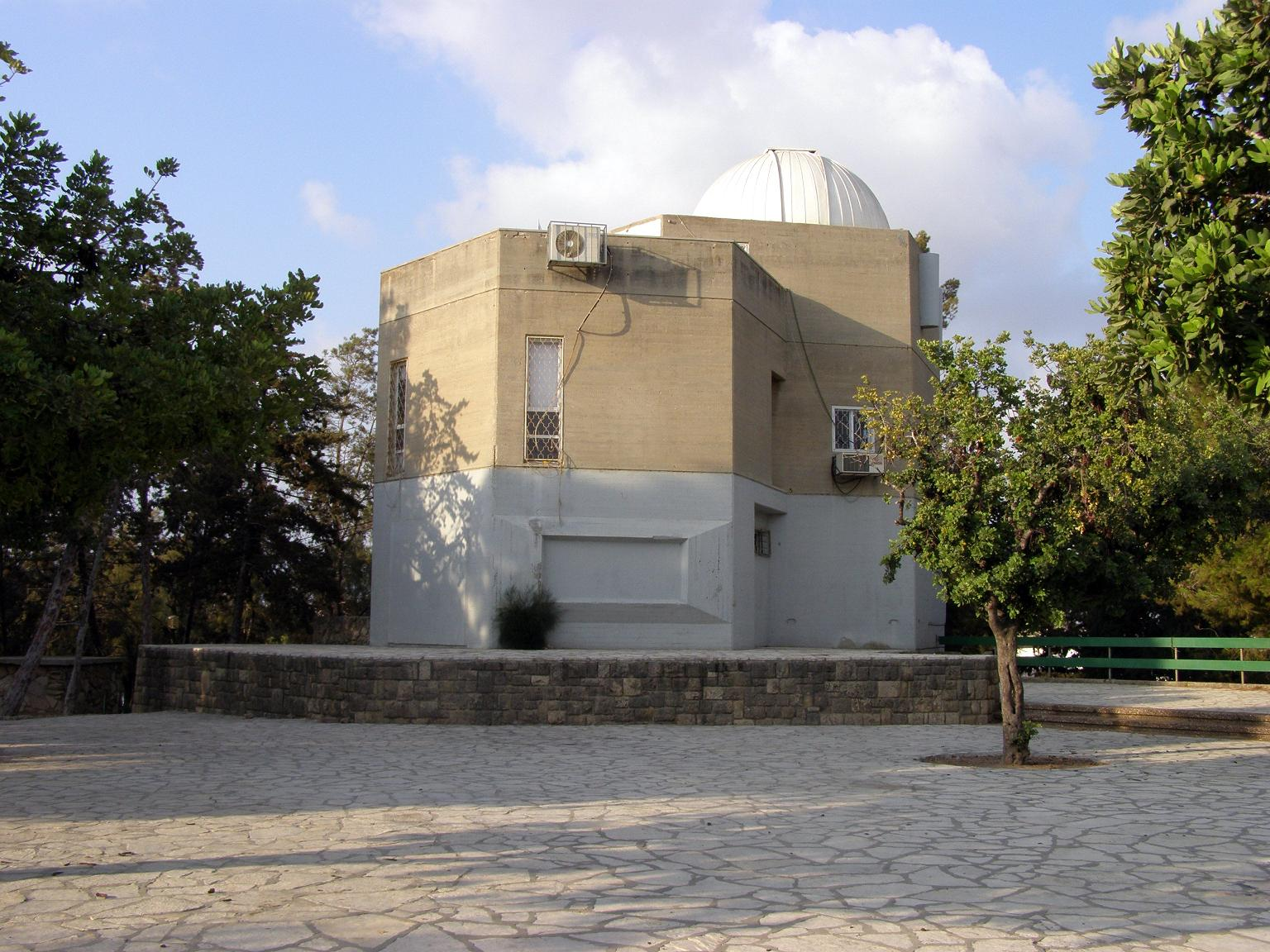
L'observatoire de Givatayim.

- Fichier:Givatayim_-_06.jpg
- Fichier:Givatayim_Mall_(1).jpg
- Fichier:PikiWiki_Israel_42373_Givatayim_Bridge.JPG
- Fichier:Givatayim_Mall_(4).jpg
- Fichier:PikiWiki_Israel_40288_Givatayim_Theater.JPG
- Fichier:Meir_Viktor_Garden_Givatayim.jpg
- Fichier:Sirkin-street-givatayim-june-2015.jpg
- Fichier:20180407-125956-katsenelson-street-givatayim-april-2018.jpg
- Fichier:PikiWiki_Israel_34985_Peacefull_Reading_in_Givatayim.JPG

## Jumelages
La ville de Givatayim est jumelée avec :
- Mulhouse (France) depuis le 18 novembre 1991
- Oradea (Roumanie)
- Chattanooga (États-Unis)
- Harbin (Chine)
- Vác (Hongrie)
- Esslingen (Allemagne)
- Sfântu Gheorghe (Roumanie)